# Izba Zgromadzenia (Barbados)
Izba Zgromadzenia (ang. House of Assembly) – izba niższa parlamentu Barbadosu. Składa się z 30 deputowanych wybieranych na pięcioletnią kadencję. W wyborach stosuje się ordynację większościową i jednomandatowe okręgi wyborcze. 
Czynne prawo wyborcze posiadają obywatele Barbadosu mający ukończone co najmniej 18 lat i zamieszkujący od co najmniej trzech miesięcy na terenie okręgu wyborczego, w którym zamierzają oddać głos. Obywatele pozostałych państw Wspólnoty Narodów również mogą głosować, o ile zamieszkują na Barbadosie od co najmniej trzech lat. Bierne prawo wyborcze zastrzeżone jest wyłącznie dla obywateli kraju, zamieszkujących jego terytorium nie krócej niż od siedmiu lat i mających co najmniej 21 lat. Do zgłoszenia kandydata wystarczą podpisy czterech wyborców oraz kaucja w wysokości 125 dolarów amerykańskich, która jest zwracana, jeśli kandydat uzyska poparcie co najmniej 1/6 wyborców w danym okręgu. 

## Zobacz także
- Lista przewodniczących Izby Zgromadzenia Barbadosu